# Marta Montoliu Matias
Marta Montoliu Matias (Barcelona, 18 de març de 1994) és una exjugadora de bàsquet catalana.
Aler, competí amb diversos equips de la Copa Catalunya i de la Lliga femenina 2. L'estiu de 2014 s'incorporà a l'Agrupació Esportiva Sedis Bàsquet amb el qual debutà a la Lliga femenina. Amb el club alturgellenc guanyà dues Lligues catalanes (2015-16, 2016-17). La temporada 2018-19 fitxà per l'Stadium Casablanca i la següent competí amb el Club Deportivo Zamarat. Després de tres temporades amb el club zamorà, es retirà esportivament de la competició el maig 2022. Internacional amb la selecció espanyola en categories de formació, es proclama subcampiona d'Europa sub-20 (2014). També ha disputat la modalitat 3x3 i es proclamà campiona d'Europa sub-18 (2011) amb la selecció espanyola.
Graduada en Ciències de l'Activitat Física i de l'Esport a l'Institut Nacional d'Educació Física de Catalunya, posteriorment ha entrenat diversos equips base del Club Bàsquet Colonya Pollença i de la selecció espanyola.